# Henri Vernoy de Saint-Georges
Œuvres principales
- Giselle
- La Fille du régiment

Henri Marie Louis Vernoy de Saint-Georges, appelé également Henri de Saint-Georges, né le 15 juillet 1799 dans l'ancien 10e arrondissement de Paris et mort à Paris 9e le 23 décembre 1875, est un librettiste, auteur dramatique et romancier français.
Considéré comme l'un des librettistes les plus prolifiques du XIXe siècle, il est le grand-oncle du dramaturge Henri Mathonnet de Saint-Georges (1876-1948).

## Biographie
Seul ou en collaboration, il écrivit près de 70 livrets d'opéra, pour la majeure partie des opéras-comiques et des opéras-ballets, et plus de 30 pièces de théâtre ainsi que plusieurs romans. Il eut pour principaux collaborateurs Eugène Scribe, Eugène de Planard et Adolphe de Leuven. Ses livrets les plus connus sont Giselle, pour Adolphe Adam, La Fille du régiment, en collaboration avec Jean-François Bayard, pour Gaetano Donizetti, La Jolie Fille de Perth, pour Georges Bizet, L'Éclair et Le Val d'Andorre, pour Jacques Fromental Halévy, ce dernier livret étant considéré comme son chef-d'œuvre.
Henri de Saint-Georges, qui a d’abord été ruiné par sa direction du Théâtre de l'Opéra-Comique en 1829, a ensuite connu le succès comme dramaturge et librettiste, tantôt seul, tantôt en collaboration. Il était connu pour ses costumes surannés et pour ses goûts d'une époque révolue. Sa prédilection pour les choses de XVIIIe siècle se reflète aussi dans son œuvre, où abondent les coups de théâtre et les personnages sans épaisseur.

## Œuvres
Livrets
- Le Bourgeois de Reims, opéra-comique en 1 acte, avec Constant Ménissier, musique de François-Joseph Fétis, Paris, théâtre de l’Opéra-Comique, 7 juin 1825.
- Louis XII, ou la Route de Reims, opéra-comique en 3 actes, avec Joseph-François-Stanislas Maizony de Lauréal, musique de Wolfgang Amadeus Mozart, Paris, théâtre de l’Odéon, 7 juin 1825.
- L’Artisan, opéra-comique en 1 acte, musique de Jacques Fromental Halévy, Paris, théâtre de l’Opéra-Comique, 30 janvier 1827.
- Le Roi et le Batelier, opéra-comique en 1 acte, musique de Victor Rifaut et Jacques Fromental Halévy, Paris, théâtre de l’Opéra-Comique, 3 novembre 1827.
- Pierre et Catherine, opéra-comique en un acte, musique d’Adolphe Adam, Paris, théâtre de l’Opéra-Comique, 18 juillet 1829.
- Jenny, opéra-comique en 3 actes, musique de Michele Enrico Carafa, Paris, théâtre de l’Opéra-Comique, 24 septembre 1829.
- Ludovic, drame lyrique en 2 actes, musique de Ferdinand Hérold et de Jacques-Fromental Halévy, Paris, théâtre de l’Opéra-Comique, 16 mai 1833.
- La Sentinelle perdue, opéra-comique en 1 acte, musique de Victor Rifaut, Paris, théâtre de l’Opéra-Comique, 9 décembre 1834.
- La Marquise, opéra-comique en 1 acte, avec Adolphe de Leuven, musique d’Adolphe Adam, Paris, théâtre de l’Opéra-Comique, 28 février 1835.
- L’Éclair, opéra-comique en 3 actes, avec Eugène de Planard, musique de Jacques-Fromental Halévy, Paris, théâtre de l’Opéra-Comique, 16 décembre 1835.
- Le Luthier de Vienne, opéra-comique en 1 acte, avec Adolphe de Leuven, musique de Hippolyte Monpou, Paris, théâtre de l’Opéra-Comique, 30 juin 1836.
- L’Ambassadrice, opéra-comique en 3 actes, par Eugène Scribe, musique de Daniel-François-Esprit Auber, Paris, théâtre de l’Opéra-Comique, 21 décembre 1836.
- Guise, ou les États de Blois, drame lyrique en 3 actes, avec Eugène de Planard, musique de George Onslow, Paris, théâtre de l’Opéra-Comique, 8 septembre 1837.
- Le Fidèle Berger, opéra-comique en 3 actes, avec Eugène Scribe, musique d’Adolphe Adam, Paris, théâtre de l’Opéra-Comique, 6 janvier 1838.
- La Gipsy, ballet-pantomime en 3 actes et 5 tableaux, avec Joseph Mazilier, musique de François Benoist, Ambroise Thomas, et Marco Aurelio comte de Marliani (it), Paris, théâtre de l’Opéra, 28 janvier 1839.
- Le Planteur, opéra-comique en 2 actes, musique de Hippolyte Monpou, Paris, théâtre de l’Opéra-Comique, 1er mars 1839.
- La Reine d’un jour, opéra-comique en 3 actes, avec Eugène Scribe, musique d’Adolphe Adam, Paris, théâtre de l’Opéra-Comique, 19 septembre 1839.
- La Symphonie, ou Maître Albert, opéra-comique en 1 acte, musique de Louis Clapisson, Paris, théâtre de l’Opéra-Comique, 12 octobre 1839.
- La Fille du régiment, opéra-comique en 2 actes, avec Jean-François Bayard, musique de Gaetano Donizetti, Paris, théâtre de l’Opéra-Comique, 11 février 1840.
- Zanetta, ou Il ne faut pas jouer avec le feu, opéra-comique en trois actes, avec Eugène Scribe, musique de Daniel-François-Esprit Auber, Paris, théâtre de l’Opéra-Comique, 18 mai 1840.
- L’Opéra à la cour, opéra-comique en 4 parties, avec Eugène Scribe, musique arrangée par Albert Grisar et François Adrien Boieldieu, Paris, théâtre de l’Opéra-Comique, 16 juillet 1840.
- Le Diable amoureux, ballet-pantomime en 3 actes et 8 tableaux, avec Joseph Mazilier, musique de François Benoist et Henri Reber, Paris, Académie royale de musique, 21 septembre 1840.
- Les Diamants de la couronne, opéra-comique en 3 actes, avec Eugène Scribe, musique de Daniel-François-Esprit Auber, Paris, théâtre de l’Opéra-Comique, 6 mars 1841.
- Giselle, ou les Wilis, ballet fantastique en 2 actes, avec Théophile Gautier et Jean Coralli, musique d’Adolphe Adam, Paris, Académie royale de musique, 28 juin 1841.
- L’Aïeule, opéra-comique en 1 acte, musique de François Adrien Boieldieu, Paris, théâtre de l’Opéra-Comique, 17 août 1841.
- La Reine de Chypre, opéra en 5 actes, musique de Jacques-Fromental Halévy, Paris, Académie royale de musique, 22 décembre 1841.
- La Jolie Fille de Gand, ballet-pantomime en trois actes et neuf tableaux, musique d’Adolphe Adam, Paris, Académie royale de musique, 22 juin 1842.
- L’Esclave du Camoëns, opéra-comique en 1 acte, musique de Friedrich von Flotow, Paris, théâtre de l’Opéra-Comique, 1er décembre 1843.
- Cagliostro, opéra-comique en 3 actes, avec Eugène Scribe, musique d’Adolphe Adam, Paris, théâtre de l’Opéra-Comique, 10 février 1844.
- Lady Henriette, ou la Servante de Greenwich, ballet-pantomime en 3 actes et 9 tableaux, avec Joseph Mazilier, musique de Friedrich von Flotow, Friedrich Burgmüller et Ernest Deldevèze, Paris, Académie royale de musique, 22 février 1844.
- Le Lazzarone, ou Le bien vient en dormant, opéra en 2 actes, musique de Jacques Fromental Halévy, Paris, Académie royale de musique, 29 mars 1844.
- Wallace, opéra-comique en 3 actes, musique de Charles Simon Catel, théâtre de l’Opéra-Comique, le 4 décembre 1844.
- Les Mousquetaires de la Reine, opéra-comique en 3 actes, musique de Jacques Fromental Halévy, Paris, théâtre de l’Opéra-Comique, 3 février 1846.
- L’Âme en peine, opéra-ballet fantastique en 2 actes, musique de Friedrich von Flotow, Paris, théâtre de l’Opéra, 29 juin 1846.
- Le Val d’Andorre, opéra-comique en 3 actes, musique de Jacques-Fromental Halévy, Paris, théâtre de l’Opéra-Comique, 11 novembre 1848.
- La Fée aux roses, opéra-comique, féerie en 3 actes, avec Eugène Scribe, musique de Jacques-Fromental Halévy, Paris, théâtre de l’Opéra-Comique, 1er octobre 1849.
- Le Fanal, opéra en 2 actes, musique d’Adolphe Adam, Paris, théâtre de l’Opéra, 24 décembre 1849.
- La Serafina, ou L'occasion fait le larron, opéra-comique en 1 acte, avec Henri Dupin, musique de M. de Saint-Julien, Paris, théâtre de l’Opéra-Comique, 16 août 1851.
- Le Château de la Barbe-bleue, opéra-comique en 3 actes, musique d’Armand Limnander de Nieuwenhove, Paris, théâtre de l’Opéra-Comique, 1er décembre 1851.
- La Fille de Pharaon, grand ballet en trois actes et huit tableau avec prologue et épilogue, Saint-Petersbourg, Grand théâtre Impérial, 18 janvier 1852.
- Le Carillonneur de Bruges, opéra-comique en 3 actes, musique d’Albert Grisar, Paris, théâtre de l’Opéra-Comique, 20 février 1852.
- Le Juif errant, opéra en cinq actes, avec Eugène Scribe, musique de Jacques Fromental Halévy, Paris, théâtre de l’Opéra, 23 avril 1852.
- Les Amours du diable, opéra-féerie en 4 actes, 9 tableaux, musique d’Albert Grisar, Paris, Théâtre-Lyrique, 13 mars 1853.
- Le Nabab, opéra-comique en 3 actes, avec Eugène Scribe, musique de Jacques-Fromental Halévy, Paris, théâtre de l’Opéra-Comique, 1er septembre 1853.
- Jaguarita l’Indienne (1855), opéra-comique en 3 actes, avec Adolphe de Leuven, musique de Jacques Fromental Halévy, Paris, Théâtre-Lyrique, 14 mai 1855.
- Le Corsaire, ballet-pantomime en 3 actes, d’après Lord Byron, avec Joseph Mazilier, musique d’Adolphe Adam, Paris, théâtre de l’Opéra, 23 janvier 1856.
- Falstaff, opéra comique de Adolphe Adam, en collaboration avec Adolphe de Leuven Paris, Théatre lyrique 1856
- La Fanchonnette, opéra-comique en 3 actes, avec Adolphe de Leuven, musique de Louis Clapisson, Paris, Théâtre-Lyrique, 1er mars 1856.
- Les Elfes, ballet fantastique en 3 actes, avec Joseph Mazilier, musique de Nicolò Gabrielli, Paris, théâtre de l’Opéra, 11 août 1856.
- La Rose de Florence, opéra en 2 actes, musique d’Emanuele Biletta, Paris, théâtre de l’Académie impériale de musique, 10 novembre 1856.
- Le Sylphe, opéra-comique en 2 actes, musique de Louis Clapisson, Paris, théâtre de l’Opéra-Comique, 27 novembre 1856.
- Euryanthe, opéra en trois actes, livret de Helmina von Chézy, traduction de Henri de Saint-Georges et Adolphe de Leuven, musique de Carl Maria von Weber, Paris, Théâtre-Lyrique, 1er septembre 1857.
- Margot, opéra-comique en 3 actes, avec Adolphe de Leuven, musique de Louis Clapisson, Paris, Théâtre-Lyrique, 5 novembre 1857.
- La Magicienne, opéra en cinq actes, musique de Jacques Fromental Halévy, Paris, théâtre de l’Opéra, 17 mars 1858.
- La Pagode, opéra-comique en 2 actes, musique d’Antoine-François Fauconnier, Paris, théâtre de l’Opéra-Comique, 20 septembre 1859.
- Pierre de Médicis, opéra en 4 actes et 7 tableaux, avec Émilien Pacini, musique de Joseph Poniatowski, Paris, Académie impériale de musique, 9 mars 1860.
- Le Papillon, ballet-pantomime en 2 actes et 4 tableaux, avec Marie Taglioni, musique de Jacques Offenbach, Paris, théâtre de l’Opéra, 26 novembre 1860.
- Maître Claude, opéra-comique en 1 acte, avec Adolphe de Leuven, musique de Jules Cohen, Paris, théâtre de l’Opéra-Comique, 19 mars 1861.
- Au travers du mur, opéra-comique en 1 acte, musique de Józef Poniatowski, Paris, Théâtre-Lyrique, 9 mai 1861.
- Le Joaillier de Saint-James, opéra-comique en 3 actes, avec Adolphe de Leuven, musique d’Albert Grisar, Paris, théâtre de l’Opéra-Comique, 17 février 1862.
- La Fiancée du roi de Garbe, opéra-comique en 3 actes et 6 tableaux, avec Eugène Scribe, musique de Daniel-François-Esprit Auber, Paris, théâtre de l’Opéra-Comique, 11 janvier 1864.
- La Maschera, ou les Nuits de Venise, ballet-pantomime en 3 actes et 6 tableaux, avec Giuseppe Rota, musique de Paolo Giorza, Paris, théâtre de l’Opéra, 19 février 1864.
- L’Aventurier, opéra-comique en 4 actes, musique de Joseph Poniatowski, Théâtre-Lyrique, 26 janvier 1865.
- Martha, opéra en 4 actes et 6 tableaux, musique de Friedrich von Flotow, Paris, Théâtre-Lyrique, 15 décembre 1865.
- Zilda, conte des mille et une nuits, opéra-comique en 2 actes, avec Henri Chivot, musique de Friedrich von Flotow, Paris, théâtre de l’Opéra-Comique, 28 mai 1866.
- La Jolie Fille de Perth, opéra en 4 actes et 5 tableaux, avec Jules Adenis, musique de Georges Bizet, Paris, Théâtre-Lyrique, 29 décembre 1867.
- L’Ombre, opéra-comique en 3 actes, musique de Friedrich von Flotow, Paris, théâtre de l’Opéra-Comique, 7 juillet 1870.
- Le Florentin, opéra-comique en 3 actes, musique de Charles Lenepveu, Paris, théâtre de l’Opéra-Comique, 25 février 1874.
- Alma l’enchanteresse, opéra en 4 actes, adapté à la scène italienne par Achille de Lauzières (it), musique de Friedrich von Flotow, Paris, théâtre des Italiens, 9 avril 1878.

Théâtre.
- L’Écarté, ou Un coin du salon, tableau-vaudeville en 1 acte, avec Eugène Scribe et Mélesville, Paris, Théâtre du Gymnase, 14 novembre 1822.
- La Saint-Louis, ou les Deux Dîners, vaudeville en 1 acte, avec Alexandre Tardif, théâtre de Versailles, 25 août 1823.
- L’Amour et l’Appétit, comédie-vaudeville en 1 acte, avec Frédéric de Courcy et Saint-Elme, Paris, Théâtre de la Porte-Saint-Martin, 14 octobre 1823.
- Monsieur Antoine, ou le N ̊ 2782, vaudeville en 1 acte, avec Francis d’Allarde et X. B. Saintine, Paris, Théâtre du Vaudeville, 17 mai 1824.
- Une journée aux Champs-Élysées, tableau en 1 acte, mêlé de vaudevilles, avec Constant Ménissier et Léon Rabbe, Paris, Théâtre de la Gaîté, 3 novembre 1824.
- Les Recruteurs, ou la Fille du fermier, pièce en 2 actes, à spectacle, avec Antonio Franconi et Pierre Carmouche, Paris, Cirque-Olympique, 13 avril 1825.
- Belphégor, ou le Bonnet du diable, vaudeville-féerie en 1 acte, avec Achille d'Artois et Jules Vernet, Paris, théâtre du Vaudeville, 26 avril 1825.
- Le Petit monstre et l’Escamoteur, folie-parade en 1 acte, avec Antoine Jean-Baptiste Simonnin, Paris, théâtre de la Gaîté, 7 juillet 1826.
- La Robe et l’Uniforme, comédie en 1 acte, mêlée de couplets, avec Pierre Carmouche, Paris, Théâtre de l’Ambigu-Comique, 20 septembre 1826.
- Le Créancier voyageur, comédie-vaudeville en 1 acte, avec Martin Saint-Ange, Paris, Théâtre de la Porte-Saint-Martin, 30 septembre 1826.
- 1750 et 1827, vaudeville en 2 tableaux, avec Émile Balisson de Rougemont et Antoine Jean-Baptiste Simonnin, Paris, théâtre du Vaudeville, 13 septembre 1827.
- Le Grand Dîner, tableau-vaudeville en 1 acte, par Antoine Jean-Baptiste Simonnin, Paris, théâtre du Vaudeville, 25 février 1828.
- Le Concert à la campagne, intermède en 1 acte, avec Léon Halévy, Paris, Théâtre de l’Odéon, 26 octobre 1828.
- Le Prêteur sur gages, drame en 3 actes, avec Antony Béraud, Paris, théâtre de la Gaîté, 18 juillet 1829.
- Folbert, ou le Mari de la cantatrice, comédie en 1 acte, mêlée de couplets, avec Léon Halévy, Paris, Théâtre des Variétés, 7 février 1832.
- La Prima donna, ou la Sœur de lait, comédie mêlée de chant, avec Achille d’Artois, Paris, théâtre des Variétés, 26 novembre 1832.
- Tigresse Mort-aux-rats, ou Poison et contre poison, médecine en 4 doses et en vers, avec Henri Dupin, Paris, théâtre des Variétés, 22 février 1833.
- Le Bal des Variétés, folie-vaudeville en 2 actes, avec Adolphe de Leuven, Paris, théâtre des Variétés, 28 janvier 1835.
- Farinelli, ou le Bouffe du Roi, comédie historique en 3 actes, avec Philippe-Auguste-Alfred Pittaud de Forges, Paris, Théâtre du Palais-Royal, 17 février 1835.
- L’Aumônier du régiment, comédie en 1 acte, mêlée de couplets, avec Adolphe de Leuven, Paris, théâtre du Palais-Royal, 1er octobre 1835.
- Léona, ou le Parisien en Corse, comédie en 2 actes, mêlée de chant, avec Adolphe de Leuven, Paris, théâtre du Palais-Royal, 14 janvier 1836.
- Laurette, ou le Cachet rouge, comédie-vaudeville en 1 acte, avec Adolphe de Leuven, Paris, théâtre du Vaudeville, 28 janvier 1836.
- Le Jeune Père, comédie-vaudeville en 1 acte, avec Achille d’Artois, Paris, théâtre des Variétés, 30 juillet 1836.
- Riquiqui, comédie en 3 actes, mêlée de chant, avec Adolphe de Leuven, Paris, théâtre du Palais-Royal, 11 mars 1837.
- La Maîtresse de langues, comédie en 1 acte, mêlée de chant, avec Adolphe de Leuven et Dumanoir, Paris, théâtre du Palais-Royal, 21 février 1838.
- La Suisse à Trianon, comédie en 1 acte, mêlée de chants, avec Adolphe de Leuven et Louis-Émile Vanderburch, Paris, théâtre des Variétés, 9 mars 1838.
- Lady Melvil, ou le Joaillier de Saint-James, comédie en 3 actes, mêlée de chant, avec Adolphe de Leuven, musique d’Albert Grisar, Paris, Théâtre de la Renaissance, 5 novembre 1838.
- Dagobert, ou la Culotte à l’envers, drame historique et drôlatique, en 3 actes et en vers, précédé d’un discours prologue en vers, avec Adolphe de Leuven et Paulin Deslandes, Paris, théâtre du Palais-Royal, 24 janvier 1839.
- Mademoiselle Nichon, comédie-vaudeville en 1 acte, avec Adolphe de Leuven, Paris, théâtre des Variétés, 28 janvier 1839.
- Mademoiselle de Choisy, comédie-vaudeville en 2 actes, avec Bernard Lopez, Paris, théâtre des Variétés, 3 avril 1848.
- L’Espion du grand monde, drame en 5 actes, avec Théodore Anne, Paris, théâtre de l’Ambigu-Comique, 22 février 1856.
- Une conférence, saynète en vers, théâtre de Madame la Duchesse de Riario-Sforza, 21 février 1867.
- Mademoiselle la Marquise, comédie en 5 actes, en prose, précédée d’un prologue, avec Lockroy, Paris, théâtre de l’Odéon, 12 février 1869.

Romans
- Les Nuits terribles, 1821.
- L’Espion du grand monde (7 tomes en 3 volumes, 1850.
- Un mariage de prince. Le Livre d’heures. L’Auto-da-fé (2 volumes, 1852.
- Les Princes de Maquenoise, 12 volumes, 1860.
- Les Yeux verts, histoire fantastique, 1872.

## Titres et décorations
- Officier de la Légion d'Honneur : décret du 14 juin 1856[3].
- Commandeur de l'Ordre de Charles III d'Espagne
- Commandeur de l'Ordre de la Couronne de Chêne
- Officier de l'Ordre d'Isabelle la Catholique.

## Sources
- Pierre Larousse, Grand Dictionnaire universel du XIXe siècle, t. XIV, 1875, p. 68.
- Grove Dictionary of Music and Musicians.